# جاده ئی۰۱۰ اروپا
جاده ئی۰۱۰ اروپا (به انگلیسی: European route E010) یکی از جاده‌های درجه ۲ قاره اروپا است.
این جاده که در کشور قرقیزستان قرار دارد، از شهر اوش شروع شده در شهر بیشکک به پایان میرسد.